# 胡沙虎
胡沙虎（こさこ、女真音：クシャク、? - 貞祐元年10月15日（1213年11月28日））は、金の女真貴族出身の軍人。姓は紇石烈（こつせきれつ、フシャリ）、漢名は執中。女真名は忽沙虎とも。東平路猛安の人。先祖は太祖阿骨打に従い、功績を残した女真人元勲である。金の皇帝衛紹王を弑逆した人物。

## 生涯
大定8年（1168年）、皇太子護衛として出仕し軍職を歴任、首都の禁軍の司令官職の一つである拱衛直指揮使に昇った。だが、彼の元来の粗暴獰猛で残酷な性格が災いし、明昌4年（1193年）に酒の味が薄いことに怒り、監酒官で契丹人の移剌保（耶律保）を殴って負傷させる不祥事を起こして右副点検に降格された。更に処分に不満を示して奉職しなかったために、御史中丞の孟鋳から「貪婪専嗜で法律を守らず、反省を知らない低俗な男である」と弾劾され、肇州防禦使に左遷された。
その後、地方の軍官を歴任するが、再びその命令に従わないことがたびたびあり、金臣としての態度が不遜として処罰された。承安5年（1200年）には知大興府事（金の首都の中都大興府の長官）に転じるが、振る舞いが首都の長官に相応しくない事を再び孟鋳を中心とする御史台に弾劾され、武衛軍都指揮使に左遷され移された。
泰和5年（1205年）、南宋との戦いが起こると山東地方に出征して大きな戦功を立て、将軍の李藻を討ち取り、忠義将軍の呂璋を捕虜にした武功で、西京留守（大同府の長官）に転じて山西地方に駐留した。大安元年（1209年）には世襲の謀克を授けられ、軍の要職である行枢密院兼安撫使を与えられた。胡沙虎は自身の握る大兵力を笠に着て、任地で官民の財貨を奪い専権を振るったが、暗愚な衛紹王とその宮廷の大臣らはそれを制止する力がなく、結局そうした行為は不問に処された。
チンギス・カン率いるモンゴル帝国軍の侵攻が始まると、右副元帥・権尚書左丞に任ぜられて山西地方の防衛に当たったが、敗北して中都に逃げ帰った。以前から胡沙虎の怠慢で残忍な性格に憤懣が爆発した皇帝の側近の官僚たちは、これを機に胡沙虎を処罰しようと上奏した。このため、身の危険を感じた胡沙虎は中都の軍権を掌握すると、貞祐元年（1213年）8月辛亥の日に軍を率いて宮中に乱入し、まず対立関係にあった衛紹王側近で女真貴族の徒単南平・徒単没烈父子を殺し、さらに金の宗室でもあった左丞相の完顔綱を斬り捨てた。やがて衛紹王を幽閉し、宦官の李思中に命じてこれを毒殺した。胡沙虎は衛紹王の甥である宣宗を即位させると、太師・尚書令・都元帥・監修国史に就任して独裁権を握った。しかし、政権奪取から2カ月後の冬10月に、元帥右監軍に任ぜられてモンゴルに当たっていた高琪がモンゴル軍に敗北して中都に逃げ帰ると、胡沙虎による処罰を怖れてクーデターを起こし、胡沙虎は自邸を囲まれて、息子と家族と共に惨殺された。